# گارث جوزف
گارث جوزف (انگلیسی: Garth Joseph؛ زادهٔ ۸ اوت ۱۹۷۳) یک بازیکن بسکتبال اهل دومینیکا است. جوزف سابقه عضویت در باشگاه های تورنتو ریپورتز، دنور ناگتس، صباباتری و بیم مازندران را در کارنامه خود دارد.